# European Challenge Cup 2010/11
Der European Challenge Cup 2010/11 war die 15. Ausgabe des European Challenge Cup, des zweitrangigen europäischen Pokalwettbewerbs im Rugby Union. Aus Sponsoringgründen trug er die Bezeichnung Amlin Challenge Cup. Es waren 23 Mannschaften beteiligt – 20 in der Gruppenphase und zusätzlich drei in der K.-o.-Runde, die im Heineken Cup 2010/11 ausgeschieden waren. Der Wettbewerb begann am 7. Oktober 2010, das Finale fand am 20. Mai 2011 im Cardiff City Stadium in Cardiff statt. Den Titel gewann das englische Team Harlequins.

## Modus
Alle Mannschaften der englischen Aviva Premiership, der französischen Top 14 und  der internationalen Magners League, die sich nicht für den Heineken Cup qualifiziert hatten, nahmen am European Challenge Cup teil. Hinzu kamen vier Mannschaften aus der italienischen Campionato di Eccellenza sowie je ein Vertreter Rumäniens und Spaniens.
Die 20 Teilnehmer der Gruppenphase wurden in fünf Gruppen mit je vier Mannschaften eingeteilt. Die Setzreihenfolge basierte auf der Platzierung in der gesamteuropäischen Clubrangliste. Jede Mannschaft spielte je ein Heim- und ein Auswärtsspiel gegen die drei Gruppengegner. In der Gruppenphase erhielten die Mannschaften:
- vier Punkte für einen Sieg
- zwei Punkte für ein Unentschieden
- einen Bonuspunkt bei vier oder mehr Versuchen
- einen Bonuspunkt bei einer Niederlage mit sieben oder weniger Punkten Differenz

Für das Viertelfinale qualifizierten sich die fünf Gruppensieger, hinzu kamen die dritt- bis fünftbesten Gruppenzweiten aus der K.-o.-Runde des Heineken Cup 2010/11.

## Auslosung
Die nicht für den Heineken Cup qualifizierten Teams wurden gemäß der europäischen Clubrangliste in vier Töpfe mit je vier Teams eingeteilt (in Klammern die Platzierung Ende der vorangegangenen Saison):
| Topf 1 | Stade Français (8)         | Gloucester Rugby (13)          | Sale Sharks (18)    | CS Bourgoin-Jallieu (20) | Harlequins (22)    |
| Topf 2 | Newcastle Falcons (25)     | CA Brive (28)                  | Connacht Rugby (31) | SU Agen (33)             | Rugby Parma (37)   |
| Topf 3 | Leeds Carnegie (38)        | Montpellier Hérault Rugby (39) | Aviron Bayonnais    | Petrarca Rugby Padova    | Rugby Rovigo Delta |
| Topf 4 | Atlantique Stade Rochelais | Cavalieri Prato                | Exeter Chiefs       | București Rugby          | CR El Salvador     |

## Gruppenphase

### Gruppe 1
|    | Team             | Spiele | Siege | Unent. | Ndlg. | Spiel- punkte | Diff. | Bonus- punkte | Tabellen- punkte |
| -- | ---------------- | ------ | ----- | ------ | ----- | ------------- | ----- | ------------- | ---------------- |
| 1. | Harlequins       | 6      | 5     | 0      | 1     | 189:84        | + 105 | 4             | 24               |
| 2. | Connacht Rugby   | 6      | 3     | 0      | 3     | 173:99        | + 74  | 3             | 15               |
| 3. | Aviron Bayonnais | 6      | 3     | 0      | 3     | 163:116       | + 47  | 3             | 15               |
| 4. | Cavalieri Prato  | 6      | 1     | 0      | 5     | 77:303        | − 226 | 0             | 4                |

| 9. Oktober 2010 15:00 MESZ | Cavalieri Prato | 23 : 21 | Connacht Rugby | Stadio Lungobisenzio, Prato Zuschauer: 2.200 |
| 9. Oktober 2010 15:00 MESZ | Bericht         |         |                | Stadio Lungobisenzio, Prato Zuschauer: 2.200 |

| 10. Oktober 2010 18:45 MESZ | Aviron Bayonnais | 16 : 12 | Harlequins | Stade Jean-Dauger, Bayonne Zuschauer: 3.500 |
| 10. Oktober 2010 18:45 MESZ | Bericht          |         |            | Stade Jean-Dauger, Bayonne Zuschauer: 3.500 |

| 15. Oktober 2010 19:00 WESZ | Connacht Rugby | 16 : 13 | Aviron Bayonnais | Galway Sportsgrounds, Galway Zuschauer: 1.777 |
| 15. Oktober 2010 19:00 WESZ | Bericht        |         |                  | Galway Sportsgrounds, Galway Zuschauer: 1.777 |

| 16. Oktober 2010 15:00 WESZ | Harlequins | 55 : 17 | Cavalieri Prato | The Stoop, London Zuschauer: 9.639 |
| 16. Oktober 2010 15:00 WESZ | Bericht    |         |                 | The Stoop, London Zuschauer: 9.639 |

| 12. Dezember 2010 17:45 WEZ | Harlequins | 20 : 9 | Connacht Rugby | The Stoop, London Zuschauer: 6.349 |
| 12. Dezember 2010 17:45 WEZ | Bericht    |        |                | The Stoop, London Zuschauer: 6.349 |

| 12. Dezember 2010 18:45 MEZ | Aviron Bayonnais | 65 : 7 | Cavalieri Prato | Stade Jean-Dauger, Bayonne Zuschauer: 5.500 |
| 12. Dezember 2010 18:45 MEZ | Bericht          |        |                 | Stade Jean-Dauger, Bayonne Zuschauer: 5.500 |

| 17. Dezember 2010 19:00 WEZ | Connacht Rugby | 9 : 15 | Harlequins | Galway Sportsgrounds, Galway Zuschauer: 1.600 |
| 17. Dezember 2010 19:00 WEZ | Bericht        |        |            | Galway Sportsgrounds, Galway Zuschauer: 1.600 |

| 18. Dezember 2010 15:00 WEZ | Cavalieri Prato | 7 : 31 | Aviron Bayonnais | Campo Montano, Livorno Zuschauer: 150 |
| 18. Dezember 2010 15:00 WEZ | Bericht         |        |                  | Campo Montano, Livorno Zuschauer: 150 |

| 15. Januar 2011 20:45 MEZ | Aviron Bayonnais | 21 : 35 | Connacht Rugby | Stade Jean-Dauger, Bayonne Zuschauer: 5.000 |
| 15. Januar 2011 20:45 MEZ | Bericht          |         |                | Stade Jean-Dauger, Bayonne Zuschauer: 5.000 |

| 15. Januar 2011 15:00 MEZ | Cavalieri Prato | 16 : 48 | Harlequins | Stadio Lungobisenzio, Prato Zuschauer: 3.700 |
| 15. Januar 2011 15:00 MEZ | Bericht         |         |            | Stadio Lungobisenzio, Prato Zuschauer: 3.700 |

| 22. Januar 2011 18:00 MEZ | Connacht Rugby | 83 : 7 | Cavalieri Prato | Galway Sportsgrounds, Galway Zuschauer: 1.400 |
| 22. Januar 2011 18:00 MEZ | Bericht        |        |                 | Galway Sportsgrounds, Galway Zuschauer: 1.400 |

| 22. Januar 2011 18:00 WEZ | Harlequins | 39 : 17 | Aviron Bayonnais | The Stoop, London Zuschauer: 9.590 |
| 22. Januar 2011 18:00 WEZ | Bericht    |         |                  | The Stoop, London Zuschauer: 9.590 |

### Gruppe 2
|    | Team                  | Spiele | Siege | Unent. | Ndlg. | Spiel- punkte | Diff. | Bonus- punkte | Tabellen- punkte |
| -- | --------------------- | ------ | ----- | ------ | ----- | ------------- | ----- | ------------- | ---------------- |
| 1. | CA Brive              | 6      | 6     | 0      | 0     | 257:54        | + 203 | 3             | 27               |
| 2. | Sale Sharks           | 6      | 4     | 0      | 2     | 279:58        | + 221 | 5             | 21               |
| 3. | Petrarca Rugby Padova | 6      | 1     | 0      | 5     | 88:213        | − 125 | 2             | 6                |
| 4. | CR El Salvador        | 6      | 1     | 0      | 5     | 69:368        | − 299 | 0             | 4                |

| 8. Oktober 2010 19:45 WESZ | Sale Sharks | 97 : 11 | CR El Salvador | Edgeley Park, Stockport Zuschauer: 4.666 |
| 8. Oktober 2010 19:45 WESZ | Bericht     |         |                | Edgeley Park, Stockport Zuschauer: 4.666 |

| 8. Oktober 2010 20:00 MESZ | CA Brive | 32 : 6 | Petrarca Rugby Padova | Stade Amédée-Domenech, Brive-la-Gaillarde Zuschauer: 4.185 |
| 8. Oktober 2010 20:00 MESZ | Bericht  |        |                       | Stade Amédée-Domenech, Brive-la-Gaillarde Zuschauer: 4.185 |

| 16. Oktober 2010 15:00 MESZ | Petrarca Rugby Padova | 9 : 56 | Sale Sharks | Stadio Plebiscito, Padua Zuschauer: 1.050 |
| 16. Oktober 2010 15:00 MESZ | Bericht               |        |             | Stadio Plebiscito, Padua Zuschauer: 1.050 |

| 16. Oktober 2010 16:30 MESZ | CR El Salvador | 3 : 116 | CA Brive | Campos de Pepe Rojo, Valladolid Zuschauer: 1.200 |
| 16. Oktober 2010 16:30 MESZ | Bericht        |         |          | Campos de Pepe Rojo, Valladolid Zuschauer: 1.200 |

| 11. Dezember 2010 15:00 MEZ | Petrarca Rugby Padova | 37 : 10 | CR El Salvador | Centre Geremia, Padua Zuschauer: 150 |
| 11. Dezember 2010 15:00 MEZ | Bericht               |         |                | Centre Geremia, Padua Zuschauer: 150 |

| 11. Dezember 2010 17:00 MEZ | CA Brive | 18 : 9 | Sale Sharks | Stade Amédée-Domenech, Brive-la-Gaillarde Zuschauer: 3.200 |
| 11. Dezember 2010 17:00 MEZ | Bericht  |        |             | Stade Amédée-Domenech, Brive-la-Gaillarde Zuschauer: 3.200 |

| 19. Dezember 2010 12:00 MEZ | CR El Salvador | 37 : 16 | Petrarca Rugby Padova | Campos de Pepe Rojo, Valladolid Zuschauer: 800 |
| 19. Dezember 2010 12:00 MEZ | Bericht        |         |                       | Campos de Pepe Rojo, Valladolid Zuschauer: 800 |

| 19. Dezember 2010 15:00 WEZ | Sale Sharks | 13 : 15 | CA Brive | Netherdale, Galashiels Zuschauer: 98 |
| 19. Dezember 2010 15:00 WEZ | Bericht     |         |          | Netherdale, Galashiels Zuschauer: 98 |

| 14. Januar 2011 19:30 MEZ | CA Brive | 52 : 3 | CR El Salvador | Stade Amédée-Domenech, Brive-la-Gaillarde Zuschauer: 2.700 |
| 14. Januar 2011 19:30 MEZ | Bericht  |        |                | Stade Amédée-Domenech, Brive-la-Gaillarde Zuschauer: 2.700 |

| 14. Januar 2011 19:45 WEZ | Sale Sharks | 54 : 0 | Petrarca Rugby Padova | Edgeley Park, Stockport Zuschauer: 4.421 |
| 14. Januar 2011 19:45 WEZ | Bericht     |        |                       | Edgeley Park, Stockport Zuschauer: 4.421 |

| 22. Januar 2011 15:00 MEZ | CR El Salvador | 5 : 50 | Sale Sharks | Campos de Pepe Rojo, Valladolid Zuschauer: 1.000 |
| 22. Januar 2011 15:00 MEZ | Bericht        |        |             | Campos de Pepe Rojo, Valladolid Zuschauer: 1.000 |

| 22. Januar 2011 15:00 MEZ | Petrarca Rugby Padova | 20 : 24 | CA Brive | Stadio Plebiscito, Padua Zuschauer: 400 |
| 22. Januar 2011 15:00 MEZ | Bericht               |         |          | Stadio Plebiscito, Padua Zuschauer: 400 |

### Gruppe 3
|    | Team                      | Spiele | Siege | Unent. | Ndlg. | Spiel- punkte | Diff. | Bonus- punkte | Tabellen- punkte |
| -- | ------------------------- | ------ | ----- | ------ | ----- | ------------- | ----- | ------------- | ---------------- |
| 1. | Montpellier Hérault Rugby | 6      | 5     | 0      | 1     | 147:101       | + 46  | 1             | 21               |
| 2. | Exeter Chiefs             | 6      | 3     | 0      | 3     | 154:113       | + 41  | 4             | 16               |
| 3. | CS Bourgoin-Jallieu       | 6      | 2     | 0      | 4     | 119:130       | − 11  | 3             | 11               |
| 4. | Newcastle Falcons         | 6      | 2     | 0      | 4     | 66:142        | − 76  | 1             | 9                |

| 7. Oktober 2010 19:45 WESZ | Newcastle Falcons | 22 : 16 | CS Bourgoin-Jallieu | Kingston Park, Newcastle upon Tyne Zuschauer: 3.887 |
| 7. Oktober 2010 19:45 WESZ | Bericht           |         |                     | Kingston Park, Newcastle upon Tyne Zuschauer: 3.887 |

| 9. Oktober 2010 15:00 WESZ | Exeter Chiefs | 13 : 20 | Montpellier Hérault RC | Sandy Park, Exeter Zuschauer: 5.437 |
| 9. Oktober 2010 15:00 WESZ | Bericht       |         |                        | Sandy Park, Exeter Zuschauer: 5.437 |

| 14. Oktober 2010 20:45 MESZ | Montpellier Hérault RC | 32 : 8 | Newcastle Falcons | Stade Yves-du-Manoir, Montpellier Zuschauer: 9.674 |
| 14. Oktober 2010 20:45 MESZ | Bericht                |        |                   | Stade Yves-du-Manoir, Montpellier Zuschauer: 9.674 |

| 15. Oktober 2010 19:30 MESZ | CS Bourgoin-Jallieu | 19 : 34 | Exeter Chiefs | Stade Pierre-Rajon, Bourgoin-Jallieu Zuschauer: 5.800 |
| 15. Oktober 2010 19:30 MESZ | Bericht             |         |               | Stade Pierre-Rajon, Bourgoin-Jallieu Zuschauer: 5.800 |

| 9. Dezember 2010 20:45 MEZ | Montpellier Hérault RC | 39 : 14 | CS Bourgoin-Jallieu | Stade Yves-du-Manoir, Montpellier Zuschauer: 4.500 |
| 9. Dezember 2010 20:45 MEZ | Bericht                |         |                     | Stade Yves-du-Manoir, Montpellier Zuschauer: 4.500 |

| 11. Dezember 2010 15:00 WEZ | Exeter Chiefs | 36 : 10 | Newcastle Falcons | Sandy Park, Exeter Zuschauer: 5.728 |
| 11. Dezember 2010 15:00 WEZ | Bericht       |         |                   | Sandy Park, Exeter Zuschauer: 5.728 |

| 18. Dezember 2010 20:45 MEZ | CS Bourgoin-Jallieu | 36 : 18 | Montpellier Hérault RC | Stade Pierre-Rajon, Bourgoin-Jallieu Zuschauer: 3.000 |
| 18. Dezember 2010 20:45 MEZ | Bericht             |         |                        | Stade Pierre-Rajon, Bourgoin-Jallieu Zuschauer: 3.000 |

| 19. Dezember 2010 15:00 WEZ | Newcastle Falcons | 26 : 24 | Exeter Chiefs | Netherdale, Galashiels Zuschauer: 450 |
| 19. Dezember 2010 15:00 WEZ | Bericht           |         |               | Netherdale, Galashiels Zuschauer: 450 |

| 14. Januar 2011 20:00 WEZ | Newcastle Falcons | 0 : 6 | Montpellier Hérault RC | Kingston Park, Newcastle upon Tyne Zuschauer: 3.075 |
| 14. Januar 2011 20:00 WEZ | Bericht           |       |                        | Kingston Park, Newcastle upon Tyne Zuschauer: 3.075 |

| 15. Januar 2011 19:45 WEZ | Exeter Chiefs | 17 : 6 | CS Bourgoin-Jallieu | Sandy Park, Exeter Zuschauer: 5.265 |
| 15. Januar 2011 19:45 WEZ | Bericht       |        |                     | Sandy Park, Exeter Zuschauer: 5.265 |

| 22. Januar 2011 20:45 MEZ | CS Bourgoin-Jallieu | abgesagt | Newcastle Falcons | Stade Pierre-Rajon, Bourgoin-Jallieu |
| 22. Januar 2011 20:45 MEZ |                     |          |                   | Stade Pierre-Rajon, Bourgoin-Jallieu |

Der CS Bourgoin-Jallieu erhielt einen Forfaitsieg zugesprochen. Am 22. Januar war das Spielfeld unbespielbar gewesen. Einen Tag später hätte das Spiel nachgeholt werden sollen, doch die Newcastle Falcons reisten noch vor der Spielfeldinspektion ab.
| 22. Januar 2011 20:45 MEZ | Montpellier Hérault RC | 32 : 30 | Exeter Chiefs | Stade Yves-du-Manoir, Montpellier Zuschauer: 5.766 |
| 22. Januar 2011 20:45 MEZ | Bericht                |         |               | Stade Yves-du-Manoir, Montpellier Zuschauer: 5.766 |

### Gruppe 4
|    | Team            | Spiele | Siege | Unent. | Ndlg. | Spiel- punkte | Diff. | Bonus- punkte | Tabellen- punkte |
| -- | --------------- | ------ | ----- | ------ | ----- | ------------- | ----- | ------------- | ---------------- |
| 1. | Stade Français  | 6      | 6     | 0      | 0     | 216:73        | + 143 | 5             | 29               |
| 2. | Leeds Carnegie  | 6      | 4     | 0      | 2     | 173:88        | + 85  | 3             | 19               |
| 3. | București Rugby | 6      | 1     | 0      | 5     | 74:148        | − 74  | 1             | 5                |
| 4. | Rugby Parma     | 6      | 1     | 0      | 5     | 70:224        | − 154 | 1             | 5                |

| 7. Oktober 2010 20:45 MESZ | Stade Français | 57 : 6 | Rugby Parma | Stade Charléty, Paris Zuschauer: 6.523 |
| 7. Oktober 2010 20:45 MESZ | Bericht        |        |             | Stade Charléty, Paris Zuschauer: 6.523 |

| 9. Oktober 2010 15:00 OESZ | București Rugby | 9 : 23 | Leeds Carnegie | Stadionul Arcul de Triumf, Bukarest Zuschauer: 794 |
| 9. Oktober 2010 15:00 OESZ | Bericht         |        |                | Stadionul Arcul de Triumf, Bukarest Zuschauer: 794 |

| 16. Oktober 2010 16:00 OESZ | București Rugby | 20 : 19 | Rugby Parma | Stadionul Arcul de Triumf, Bukarest Zuschauer: 699 |
| 16. Oktober 2010 16:00 OESZ | Bericht         |         |             | Stadionul Arcul de Triumf, Bukarest Zuschauer: 699 |

| 17. Oktober 2010 17:45 WESZ | Leeds Carnegie | 13 : 22 | Stade Français | Headingley Stadium, Leeds Zuschauer: 4.151 |
| 17. Oktober 2010 17:45 WESZ | Bericht        |         |                | Headingley Stadium, Leeds Zuschauer: 4.151 |

| 11. Dezember 2010 15:00 OEZ | București Rugby | 20 : 29 | Stade Français | Stadionul Arcul de Triumf, Bukarest Zuschauer: 2.500 |
| 11. Dezember 2010 15:00 OEZ | Bericht         |         |                | Stadionul Arcul de Triumf, Bukarest Zuschauer: 2.500 |

| 12. Dezember 2010 15:00 WEZ | Leeds Carnegie | 55 : 6 | Rugby Parma | Headingley Stadium, Leeds Zuschauer: 1.713 |
| 12. Dezember 2010 15:00 WEZ | Bericht        |        |             | Headingley Stadium, Leeds Zuschauer: 1.713 |

| 16. Dezember 2010 20:45 MEZ | Stade Français | 35 : 7 | București Rugby | Stade Charléty, Paris Zuschauer: 3.000 |
| 16. Dezember 2010 20:45 MEZ | Bericht        |        |                 | Stade Charléty, Paris Zuschauer: 3.000 |

| 19. Dezember 2010 14:30 MEZ | Rugby Parma | 6 : 44 | Leeds Carnegie | Stadio XXV Aprile, Parma Zuschauer: 200 |
| 19. Dezember 2010 14:30 MEZ | Bericht     |        |                | Stadio XXV Aprile, Parma Zuschauer: 200 |

| 15. Januar 2011 15:00 MEZ | Rugby Parma | 16 : 12 | București Rugby | Stadio XXV Aprile, Parma Zuschauer: 370 |
| 15. Januar 2011 15:00 MEZ | Bericht     |         |                 | Stadio XXV Aprile, Parma Zuschauer: 370 |

| 16. Januar 2011 18:45 MEZ | Stade Français | 39 : 10 | Leeds Carnegie | Stade Charléty, Paris Zuschauer: 5.018 |
| 16. Januar 2011 18:45 MEZ | Bericht        |         |                | Stade Charléty, Paris Zuschauer: 5.018 |

| 23. Januar 2011 15:00 MEZ | Rugby Parma | 17 : 34 | Stade Français | Stadio XXV Aprile, Parma Zuschauer: 2.500 |
| 23. Januar 2011 15:00 MEZ | Bericht     |         |                | Stadio XXV Aprile, Parma Zuschauer: 2.500 |

| 23. Januar 2011 14:00 WEZ | Leeds Carnegie | 26 : 6 | București Rugby | Headingley Stadium, Leeds Zuschauer: 1.283 |
| 23. Januar 2011 14:00 WEZ | Bericht        |        |                 | Headingley Stadium, Leeds Zuschauer: 1.283 |

### Gruppe 5
|    | Team                       | Spiele | Siege | Unent. | Ndlg. | Spiel- punkte | Diff. | Bonus- punkte | Tabellen- punkte |
| -- | -------------------------- | ------ | ----- | ------ | ----- | ------------- | ----- | ------------- | ---------------- |
| 1. | Atlantique Stade Rochelais | 6      | 5     | 0      | 1     | 197:91        | + 106 | 4             | 24               |
| 2. | Gloucester Rugby           | 6      | 4     | 0      | 2     | 255:77        | + 178 | 5             | 21               |
| 3. | SU Agen                    | 6      | 3     | 0      | 3     | 167:158       | + 9   | 3             | 15               |
| 4. | Rugby Rovigo Delta         | 6      | 0     | 0      | 6     | 55:348        | − 293 | 0             | 0                |

| 8. Oktober 2010 18:30 MESZ | SU Agen | 26 : 19 | Gloucester Rugby | Stade Armandie, Agen Zuschauer: 7.395 |
| 8. Oktober 2010 18:30 MESZ | Bericht |         |                  | Stade Armandie, Agen Zuschauer: 7.395 |

| 9. Oktober 2010 15:00 MESZ | Rugby Rovigo Delta | 3 : 38 | Atlantique Stade Rochelais | Stadio Mario Battaglini, Rovigo Zuschauer: 500 |
| 9. Oktober 2010 15:00 MESZ | Bericht            |        |                            | Stadio Mario Battaglini, Rovigo Zuschauer: 500 |

| 16. Oktober 2010 15:00 WESZ | Gloucester Rugby | 90 : 7 | Rugby Rovigo Delta | Kingsholm Stadium, Gloucester Zuschauer: 9.204 |
| 16. Oktober 2010 15:00 WESZ | Bericht          |        |                    | Kingsholm Stadium, Gloucester Zuschauer: 9.204 |

| 16. Oktober 2010 20:45 MESZ | Atlantique Stade Rochelais | 30 : 23 | SU Agen | Stade Marcel-Deflandre, La Rochelle Zuschauer: 9.500 |
| 16. Oktober 2010 20:45 MESZ | Bericht                    |         |         | Stade Marcel-Deflandre, La Rochelle Zuschauer: 9.500 |

| 11. Dezember 2010 15:00 MEZ | Rugby Rovigo Delta | 10 : 33 | SU Agen | Stadio Mario Battaglini, Rovigo Zuschauer: 650 |
| 11. Dezember 2010 15:00 MEZ | Bericht            |         |         | Stadio Mario Battaglini, Rovigo Zuschauer: 650 |

| 11. Dezember 2010 18:30 WEZ | Atlantique Stade Rochelais | 6 : 13 | Gloucester Rugby | Stade Marcel-Deflandre, La Rochelle Zuschauer: 9.800 |
| 11. Dezember 2010 18:30 WEZ | Bericht                    |        |                  | Stade Marcel-Deflandre, La Rochelle Zuschauer: 9.800 |

| 18. Dezember 2010 14:30 MEZ | SU Agen | 61 : 11 | Rugby Rovigo Delta | Stade Armandie, Agen Zuschauer: 6.000 |
| 18. Dezember 2010 14:30 MEZ | Bericht |         |                    | Stade Armandie, Agen Zuschauer: 6.000 |

| 19. Dezember 2010 17:45 WEZ | Gloucester Rugby | 18 : 24 | Atlantique Stade Rochelais | Kingsholm Stadium, Gloucester Zuschauer: 9.324 |
| 19. Dezember 2010 17:45 WEZ | Bericht          |         |                            | Kingsholm Stadium, Gloucester Zuschauer: 9.324 |

| 13. Januar 2011 20:45 MEZ | SU Agen | 17 : 28 | Atlantique Stade Rochelais | Stade Armandie, Agen Zuschauer: 5.813 |
| 13. Januar 2011 20:45 MEZ | Bericht |         |                            | Stade Armandie, Agen Zuschauer: 5.813 |

| 15. Januar 2011 15:00 MEZ | Rugby Rovigo Delta | 7 : 55 | Gloucester Rugby | Stadio Mario Battaglini, Rovigo Zuschauer: 800 |
| 15. Januar 2011 15:00 MEZ | Bericht            |        |                  | Stadio Mario Battaglini, Rovigo Zuschauer: 800 |

| 20. Januar 2011 19:45 WEZ | Gloucester Rugby | 60 : 7 | SU Agen | Kingsholm Stadium, Gloucester Zuschauer: 8.504 |
| 20. Januar 2011 19:45 WEZ | Bericht          |        |         | Kingsholm Stadium, Gloucester Zuschauer: 8.504 |

| 20. Januar 2011 20:45 MEZ | Atlantique Stade Rochelais | 71 : 17 | Rugby Rovigo Delta | Stade Marcel-Deflandre, La Rochelle Zuschauer: 11.000 |
| 20. Januar 2011 20:45 MEZ | Bericht                    |         |                    | Stade Marcel-Deflandre, La Rochelle Zuschauer: 11.000 |

## K.-o.-Runde

### Setzliste
Nach der Gruppenphase trafen die fünf Gruppensieger sowie die dritt- bis fünftbesten Gruppenzweiten des Heineken Cup 2010/11 aufeinander.
1. Stade Français
2. CA Brive
3. Atlantique Stade Rochelais
4. Harlequins
5. (HC) London Wasps
6. (HC) ASM Clermont Auvergne
7. (HC) Munster Rugby
8. Montpellier Hérault RC

### Viertelfinale
| 7. April 2011 20:45 MESZ | Atlantique Stade Rochelais                                                           | 13 : 23        | ASM Clermont Auvergne                                                                                           | Stade Marcel-Deflandre, La Rochelle Zuschauer: 8.500 Schiedsrichter: George Clancy (Irland) |
| 7. April 2011 20:45 MESZ | Versuche: Goosen 63. erh. Erhöhungen: Goosen (1/1) Straftritte: Goosen (2/4) 7., 17. | (6:13) Bericht | Versuche: Rougerie 13. erh. Murimurivalu 71. erh. Erhöhungen: James (2/2) Straftritte: James (3/6) 3., 28., 76. | Stade Marcel-Deflandre, La Rochelle Zuschauer: 8.500 Schiedsrichter: George Clancy (Irland) |

| 8. April 2011 20:45 MESZ | Stade Français | 32 : 28         | Montpellier Hérault Rugby | Stade Charléty, Paris Zuschauer: 7.000 Schiedsrichter: Alan Lewis (Irland) |
| 8. April 2011 20:45 MESZ | Versuche: Southwell 26. erh. Rabadan 30. n.erh. Strafversuch 53. erh. Burban 59. erh. Erhöhungen: Dupuy (1/2) Beauxis (2/2) Straftritte: Beauxis (2/2) 50., 67. | (12:19) Bericht | Versuche: Tschchaidse 9. erh. Erhöhungen: Paillaugue (1/1) Straftritte: Paillaugue (3/3) 7., 12., 21. Lagarde (4/4) 35., 48., 61., 63. | Stade Charléty, Paris Zuschauer: 7.000 Schiedsrichter: Alan Lewis (Irland) |

| 8. April 2011 19:45 WESZ | Harlequins | 32 : 22         | London Wasps | The Stoop, London Zuschauer: 8.565 Schiedsrichter: Christophe Berdos (Frankreich) |
| 8. April 2011 19:45 WESZ | Versuche: Care 1. erh. Fa’asavalu 4. erh. Erhöhungen: Evans (2/2) Straftritte: Evans (5/5) 28., 35., 40., 46., 59. | (23:10) Bericht | Versuche: Jewell 11. erh. Lindsay 51. erh. Haughton 71. n.erh. Erhöhungen: Walder (2/3) Dropgoals: Walder (1/1) 24. | The Stoop, London Zuschauer: 8.565 Schiedsrichter: Christophe Berdos (Frankreich) |

| 9. April 2011 14:00 MESZ | CA Brive | 37 : 42         | Munster Rugby | Stade Amédée-Domenech, Brive-la-Gaillarde Zuschauer: 8.500 Schiedsrichter: Dave Pearson (England) |
| 9. April 2011 14:00 MESZ | Versuche: Uys 17. erh. Estebanez 20. erh. Palisson 70. erh. Perry 80. erh. Erhöhungen: Belie (4/4) Straftritte: Belie (3/3) 10., 36., 45. | (20:19) Bericht | Versuche: Howlett 1. erh., 22. erh. Earls 4. n.erh., 46. erh. Stringer 50. erh. Erhöhungen: O’Gara (4/5) Straftritte: O’Gara (3/3) 53., 66., 68. | Stade Amédée-Domenech, Brive-la-Gaillarde Zuschauer: 8.500 Schiedsrichter: Dave Pearson (England) |

### Halbfinale
| 29. April 2011 20:45 MESZ | Stade Français | 29 : 25         | ASM Clermont Auvergne                                                                                                 | Stade Charléty, Paris Zuschauer: 6.712 Schiedsrichter: Nigel Owens (Wales) |
| 29. April 2011 20:45 MESZ | Versuche: Arias 21. erh. Boussès 65. erh. Erhöhungen: Beauxis (2/2) Straftritte: Beauxis (5/7) 12., 27., 32., 36., 56. | (19:10) Bericht | Versuche: Pisi 16. erh. Russell 48. erh. Cudmore 76. n.erh. Erhöhungen: Parra (2/3) Straftritte: Parra (2/5) 14., 46. | Stade Charléty, Paris Zuschauer: 6.712 Schiedsrichter: Nigel Owens (Wales) |

| 30. April 2011 13:00 WESZ | Munster Rugby                                                        | 12 : 20        | Harlequins                                                                                                  | Thomond Park, Limerick Zuschauer: 24.907 Schiedsrichter: Romain Poite (Frankreich) |
| 30. April 2011 13:00 WESZ | Versuche: Jones 40. erh. Howlett 78. n.erh. Erhöhungen: O’Gara (1/2) | (7:14) Bericht | Versuche: Robson 9. erh. Care 34. erh. Erhöhungen: Evans (1/1) Care (1/1) Straftritte: Clegg (2/2) 49., 59. | Thomond Park, Limerick Zuschauer: 24.907 Schiedsrichter: Romain Poite (Frankreich) |

### Finale
| 20. Mai 2011 19:45 WESZ | Harlequins                                                                                    | 19 : 18       | Stade Français                                                                                    | Cardiff City Stadium, Cardiff Zuschauer: 12.236 Schiedsrichter: George Clancy (Irland) |
| 20. Mai 2011 19:45 WESZ | Versuche: Camacho 76. erh. Erhöhungen: Evans (1/1) Straftritte: Evans (4/5) 6., 16., 27., 66. | (9:6) Bericht | Straftritte: Beauxis (4/5) 12., 32., 46., 57. Dropgoals: Bastareaud (1/1) 47. Rodríguez (1/2) 72. | Cardiff City Stadium, Cardiff Zuschauer: 12.236 Schiedsrichter: George Clancy (Irland) |